# Ölbergkirche (Kreuzberg)
| Ölbergkirche                       | Ölbergkirche                           |
| ---------------------------------- | -------------------------------------- |
| Ansicht von Südwesten im Jahr 2016 |                                        |
| Adresse                            | Berlin-Kreuzberg, Paul-Lincke-Ufer 29  |
| Konfession                         | evangelisch                            |
| Gemeinde                           | Evangelische Kirchengemeinde Kreuzberg |
| Aktuelle Nutzung                   | Gemeindekirche; Kulturort              |
| Gebäude                            |                                        |
| Baubeginn                          | 1921                                   |
| Fertigstellung                     | 1922                                   |
| Einweihung                         | 18. Juni 1922                          |
| Rekonstruktion                     | 1950                                   |
| Umbau                              | 1958, 1965, 1993, 2014                 |
| Stil                               | Jugendstil                             |
| Architekt                          | Curt Steinberg                         |

Die Ölberg-Kirche steht am Paul-Lincke-Ufer 29 /Ecke Lausitzer Straße im Berliner Ortsteil Kreuzberg des heutigen Bezirks Friedrichshain-Kreuzberg. Der Architekturstil des Kirchengebäudes ist dem Jugendstil zuzuordnen.

## Gemeindegeschichte
Die evangelische Ölberg-Gemeinde war die jüngste im damaligen Kirchenkreis Kreuzberg. Sie wurde zum 1. November 1910 von der Emmaus-Gemeinde als Emmaus-West abgetrennt. Für die Gottesdienste mietete die Gemeinde einen Saal in der Lausitzer Straße 24, später eine Fabrikhalle in der Forster Straße. Der Kirchengemeinderat und die Gemeinde Emmaus-West erhielten die Genehmigung zur Nutzung des entsprechenden Kirchensiegels. Im März 1911 beschloss der Gemeinderat, das „königliche Konsistorium ganz gehorsamst zu bitten, den Namen Ölberg-Gemeinde“ tragen zu dürfen. Die Namenswahl erfolgte aus vielfachen Gründen: der Ölberg rufe viele Erinnerungen aus dem Leben des Heilands wach, außerdem trägt eine zuvor von Emmaus abgetrennte Gemeinde den Namen Tabor nach dem Verklärungsberg. Deshalb soll die jetzt abgezweigte Gemeinde den Namen des Himmelfahrtsberges erhalten. Des Weiteren liegt in unmittelbarer Nähe das Diakonissenhaus Bethanien, wie auch im „Heiligen Lande Bethanien am Fuße des Ölbergs lag“ und schließlich wurde im Jahr 1910 gerade die Ölberg-Stiftung feierlich geweiht. Dem Ersuchen wurde am 24. Juli 1911 durch Aushändigung einer Urkunde stattgegeben.
Wegen des starken Anwachsens der Gemeinde (rund „19.000 Seelen“ – meist Arbeiter, Handwerker und Beamte – im Einzugsgebiet Manteuffelstraße, Wiener Straße, Forster Straße und Cottbusser Ufer wurden genannt) vor allem durch die rege Bautätigkeit im Umfeld wurde es erforderlich, zahlreiche Provisorien auch Anmietung verschiedener Räume zu praktizieren. In einem zeitgenössischen Zeitungsartikel heißt es zu dieser Situation: „eine Gemeinde ohne Kirche ist wie eine Familie ohne Obdach“. Immer drängender wurde das Problem, eine eigene Kirche errichten zu können.
Die Ölberg-Gemeinde fusionierte im Jahr 1995 mit der Emmaus-Gemeinde zur Evangelischen Kirchengemeinde Emmaus-Ölberg, die wiederum zum 1. Januar 2022 mit zwei weiteren Gemeinden zur Evangelischen Kirchengemeinde Kreuzberg (im Kirchenkreis Berlin Stadtmitte der Evangelischen Kirche Berlin-Brandenburg-schlesische Oberlausitz) fusionierte.

## Baugeschichte

### Planungen für ein repräsentatives Kirchengebäude
Im Jahr 1915 lieferte Konsistorial-Oberbaumeister Curt Steinberg einen ersten Entwurf für einen Komplex aus Kirchengebäude mit angebautem Gemeindehaus auf dem Eckgrundstück Cottbusser Ufer/Lausitzer Straße, das die Gemeinde von der Stadt Berlin angekauft hatte. Das mehrgeschossige Gotteshaus sollte einen Kirchturm an der Nordwestseite besitzen mit spitzem Dach und großer Turmuhr und im Hauptsaal Platz für 600 Personen bieten. Zusammen mit dem anschließenden Gemeindehaus und einem ebenfalls angebauten Pfarrhaus sollte es in geschlossener Bauweise sowohl zur Lausitzer Straße als auch zum Cottbusser Ufer errichtet werden. Die Bauzeichnung zeigt Elemente des Jugendstils als auch Anleihen aus dem Neobarock. Die straßenseitige Fassade sah den Kirchenhaupteingang durch den Turm vor, im Schmuckgiebel des Kirchenschiffes waren zwei kleinere Eingänge und zu je drei zusammengefasste halbrunde Fenstergruppen vorgesehen. An der Südwestecke sollte ein Spitztürmchen das Bauwerk schmücken. Ein weiterer Eingang war auf der Südseite geplant. Ein Kostenvoranschlag für das epochale Kirchengebäude hatte rund 520.000 Mark ergeben (kaufkraftbereinigt in heutiger Währung: rund 2,53 Millionen Euro).
Infolge des Ersten Weltkriegs konnte zunächst nicht gebaut werden, danach führte die Inflation zu einer starken Abwertung des bereits für den Bau angesammelten Geldes.

### Umorientierung auf einen kleineren Bau
Der in den 1920er Jahren übrig gebliebene Betrag reichte nur für einen wesentlich kleineren Kirchbau, dessen Entwurf wieder von Steinberg stammte und sich an seinen ersten Gestaltungsplänen orientierte. Die feierliche Grundsteinlegung erfolgte am 22. Juni 1921. Die Einweihung fand am 18. Juni 1922 statt. Die Adresse lautete zu dieser Zeit Cottbusser Ufer 29. Das realisierte Kirchlein entsprach in der Art den späteren nach dem Zweiten Weltkrieg gebauten Notkirchen, es war ja bereits aus der Not geboren.

### Ölbergkirche nach dem Zweiten Weltkrieg
Am Ende des Zweiten Weltkriegs, im Jahr 1943 durchschlugen durch Bombenangriffe der Alliierten Luftminen das Dach und das Deckengewölbe des Kirchengebäudes, nachfolgend zerstörte Artilleriebeschuss die Orgel, sodass Pfeifen zerbrachen oder verloren gingen. Der Kirchsaal war insgesamt nicht mehr nutzbar.
Die Gemeinde zählte noch rund 9000 Mitglieder. Die Gottesdienste, der Unterricht und die Gemeindeveranstaltungen fanden zuerst in dem unversehrten Kirchenvorraum statt. Außerdem konnten die Gläubigen den Kirchenkindergarten, den Keller der Emmaus-Kirche sowie einen Saal der Melanchthongemeinde in der Graefestraße nutzen. Im Jahr 1949 zerstörte eine Brandstiftung größere Teile des Gemeindebüros und den Kirchenvorraum, sodass sich der Wiederaufbau weiter verzögerte. Experten gaben die Gesamtzerstörung der Kirche mit rund 75 Prozent an. Nun fanden Gottesdienste auch in Privatwohnungen von Gemeindemitgliedern statt. Die Stadt Berlin hatte die kleine Kirche nicht in ihre Liste der dringenden Reparaturen aufgenommen, der Gemeindekirchenrat musste also selbst die erforderlichen Summen aufbringen und teilweise auch selbst mit Hand anlegen.

### Rekonstruktion und Umbauten
Die wesentlichen Reparaturarbeiten fanden im Jahr 1950 statt: das Gewölbe wurde mittels einfacher Holzfaserplatten nachgeformt, die stark beschädigte Orgel abgebaut, zerstörte Kirchenfenster konnten ersetzt und die Wände ohne Malereien aufgefrischt werden. Ferner wurden neue Stühle angeschafft.
Anstelle der Orgel nutzte der Organist ein zunächst geliehenes Harmonium, das die Gemeinde dann jedoch ankaufte. Alles in allem war die Ausstattung damit stark vereinfacht, aber die Benutzung der Ölbergkirche war wieder möglich. Bischof Dibelius weihte die Kirche am 18. Juni 1950 wieder ein.
Ohne Folgen blieb der Fund einer nicht explodierten 20-Zentner-Bombe im Vorgarten des Gotteshauses, die ein Munitionsbergungstrupp 1952 vor Ort entschärfte.
Zur Unterstützung einer gründlichen Instandsetzung und notwendiger Umbauarbeiten gründete sich im Jahr 1957 ein Kirchenbauverein. Bis zum Jahr 1958 waren genügend Spendengelder zusammengekommen, um die Aufgabe in Angriff zu nehmen. Die sichtbarste Maßnahme war der Abbau der Empore auf der Ostseite und die Errichtung einer neuen Orgelempore im Westen des Kirchenschiffs. Eine neue Altarwand wurde vom Fußboden bis zur Decke durchgezogen und geweißt. Davor wurde ein großes Holzkreuz gestellt. An Stelle der provisorischen Decke wurde ein neues Tonnengewölbe errichtet. Schließlich konnten bequemere Stühle angeschafft werden und 13 Fenster erhielten farbige Glaseinsätze. Der Raum unter der Empore diente nun unter anderem als Konfirmandentreff, vom Hauptraum durch eine Falttür abtrennbar. Weitere Erneuerungen betrafen den Fußboden des Hauptschiffes, der mit PVC-Platten ausgelegt wurde, ein hölzerner Altar, ein Ambo an Stelle der alten Kanzel und ein Taufstein wurden angeschafft. Der Haupteingang kam zurück auf die südliche Längsseite am Linckeufer. Alle genannten Maßnahmen kosteten die Gemeinde rund 51.000 Mark und fanden mit einem Festgottesdienst am 14. September 1958 ihren Abschluss, in dem Superintendent Kahle predigte. Prominente Gäste dieser Feier waren unter anderem der Bezirksbürgermeister von Kreuzberg, Willy Kressmann, Vertreter des Konsistoriums und der Berliner Stadtsynode.
In den 1980er Jahren wurde ein Schienensystem zur flexibleren Beleuchtung eingebaut.
Im Zuge weiterer Umbauten wurde 1993 der beschädigte grau-blaue, inzwischen sehr unansehnliche PVC-Boden durch ein edles Eichenparkett ersetzt, mit dem auch wieder eine größere Nähe zum originalen Dielenboden von 1922 erreicht wurde.
Die hölzernen Altarstufen und das große Holzkreuz an der Ostseite wurden entfernt, Altar und Taufbecken sind nun flexibel im Raum aufstellbar. Statt des schweren hölzernen Ambos wird seitdem ein kleineres Rednerpult verwendet.
Umfangreiche Rekonstruktionsmaßnahmen erfolgten 2013/2014.

### Gemeindehaus
Der damalige Pfarrer der Ölberggemeinde nutzte die Gelegenheit des Festgottesdienstes 1958, um das fehlende Pfarrhaus und das fehlende Gemeindehaus, das zur Unterbringung des Kirchenkindergartens, einer Schwesternstation und weiterer kirchlicher Gruppen dienen sollte, zur Sprache zu bringen. Doch vorläufig ruhten diese Pläne, bis 1960 die Synode das Nebengrundstück am Linckeufer („das Grundstück rings um die Ölbergkirche“) kaufen wollte, auf dem ein älteres dreigeschossiges Wohnhaus stand, dessen Abriss noch nicht genehmigt war. Die Kaufabsicht führte aber dazu, dass der Gemeindekirchenrat zusammen mit der Stadtsynode einen Architektenwettbewerb für ein Pfarr- und Gemeindehaus ausschrieb, den Hansrudolf Plarre gewann. Die Juryentscheidung gefiel der Gemeinde nicht so gut, besser kam der Entwurf von Erich Ruhtz aus Lichterfelde an, der aber nicht zur Ausführung gelangte. Die Arbeiten sahen zwei Bauabschnitte vor – zunächst sollte das Gemeindehaus auf dem Kirchengrundstück entstehen, für das am 5. Mai 1962 der Grundstein gelegt wurde. Der Bau dauerte 15 Monate, und so wurde am 2. August 1963 das allererste eigene Gemeindehaus durch Superintendent Fritz Radicke eingeweiht.

### Pfarrhaus
Zum zweiten Bauabschnitt, in dem das Pfarrhaus mit einem Gemeindebüro errichtet werden sollte, kam es nicht. Der dafür vorgesehene Bauplatz in der Lausitzer Straße 30, den ein Kohlenhändler vom Bezirk unbefristet gepachtet hatte, konnte nicht erworben werden. Das Projekt Pfarrhaus war damit erst einmal wieder auf Eis gelegt, bis 1965. Zu dieser Zeit war das Haus am Paul-Lincke-Ufer (wie die Straße nun hieß) abgetragen und der Bau des Pfarrhauses, diesmal nach Plänen von Ruhtz, hätte beginnen können. Doch nun fehlte das Geld für einen festen Bau und so blieb es bis 1967. Zur Lösung des dringenden Problems hatten die Beteiligten sich schließlich dahingehend geeinigt, unmittelbar neben der Kirche ein Pfarrhaus in Fertigbauweise und ein Konfirmandenraum in gleicher Art des Herstellers Terrapin aufzustellen, der zusammengesetzte Fertiggebäude und aus Einzelteilen zusammengesetzte Zellen fertigte.  Diese Arbeiten dauerten von Februar bis August 1968, kosteten 260.000 Mark (kaufkraftbereinigt in heutiger Währung: rund 591.000 Euro) und am 1. Oktober 1968 konnte endlich auch die Pfarrersfamilie ihr kircheneigenes Haus beziehen.

## Architektur
Der verputzte Mauerwerksbau ist eine rechteckige Saalkirche, bedeckt mit einem Mansarddach, das ursprünglich auf der Westseite einen kleinen Dachreiter trug, heute befindet sich dort ein schlichtes Kreuz. Der Zugang zum Kirchenschiff erfolgte entweder durch das Portal auf der Südseite oder durch das mit Kupferblechtafeln gedeckte Portal in der Lausitzer Straße 28. Beidseitig des Portals in der Lausitzer Straße war je ein Bogenfenster angeordnet. Beide wurden bei der Rekonstruktion 1950 zugemauert, eins wurde später wieder geöffnet. Der Giebel in der Fassade hat eine hohe, rundbogige, mit Putz abgesetzte Blende. In ihm befinden sich drei Bogenfenster, das mittlere ist höher als die beiden seitlichen. Direkt unter der Giebelspitze ist in den Putz ein gleichfarbiges Kreuz eingearbeitet. Bei den Arbeiten der Jahre 2013/2014 wurde der Seiteneingang am Paul-Lincke-Ufer der neue Haupteingang. Er erhielt einen Windfang und ein Glasvordach. Die Treppe zum nicht mehr genutzten Eingang an der Lausitzer Straße wurde abgerissen. Der Abriss des kompletten Portals wurde nicht genehmigt. Deshalb bleibt es als Zierelement bestehen. Statt der Tür wurde ein Fenster eingebaut. Im Anbau auf der Südseite in Höhe des Altarbereichs führte die Tür ursprünglich zur Küsterei. Sie wurde verbreitert und der Zugang barrierefrei ausgelegt. Über der Tür prangt das Logo der Kirchengemeinde.
Das Gotteshaus verfügte bei seiner Eröffnung 1922 im Inneren über ein Tonnengewölbe aus Gips, das auf wandständigen Pfeilern an den Längsseiten zwischen den Fenstern ruhte. Das 1958 wieder errichtete Tonnengewölbe beginnt dagegen bereits am Fußboden. Über der Altarwand mit der Altarnische erhob sich die Empore, auf die eine historische Orgel gestellt wurde. Ihre Pfeifen waren zu Dreiergruppen angeordnet. Die Orgel wurde von Alexander Schuke aufgebaut und mit einem elektrischen Antrieb versehen. Beidseitig der Altarnische befand sich die Sängerkanzel für den Kirchenchor. Die Wände darunter hatten eine gemalte Umrahmung. Über ihren Türen war ein Spruch aufgemalt. Das Altarbild hatte der Baumeister und Leiter des kirchlichen Bauamts Curt Steinberg selbst gemalt.
Im Inneren der Kirche wurden 2013/2014 tiefgreifende bauliche Änderungen durchgeführt, um das Gebäude sowohl als Kirche als auch als Tonstudio nutzen zu können und so den Erhalt des Gebäudes zu sichern. Der sakrale Charakter des Raumes blieb dabei weitgehend erhalten. Um die Raumakustik bei der Benutzung als Tonstudio oder Konzertraum zu verbessern, erhielt das Tonnengewölbe mehrere Diffusoren, u. a. in Form einer „Gegenwölbung“. Die ehemalige Altarwand wurde vorgezogen, um die dahinter liegenden Räume zu vergrößern. Im Obergeschoss, wo sich 1922 die Empore, später dann ein Kinderraum befand, haben die Tonmeister ihren Arbeitsplatz. Der Raum unter der neuen Empore dient wie schon seit den 1980er Jahren als Vorraum und Kirchencafé und wird vom Hauptraum nicht mehr durch eine Falttür, sondern durch eine Glaswand getrennt.

## Ausstattung

### Altar
Der Altar stand bis zum Umbau der Kirche 1993 vor der Wand im Osten. Um die starre Längs-Ausrichtung im Gottesdienst aufzulösen und weil die Akustik des Tonnengewölbes in dieser Ausrichtung sehr problematisch war, wurde der nach der Entfernung der hölzernen Altarstufen die nun flexibel einrichtbare Kirche im Gottesdienst meist in einer diagonalen Ausrichtung genutzt (Altar in der Nord-Ost-Ecke).
Seit dem Umbau 2013 steht der Altar mit der von Theodor Heuss gestifteten handsignierten Bibel bei Gottesdiensten auf der Nordseite der Kirche und die Stühle werden halbkreisförmig aufgestellt.

### Fenster
Die drei Bleiglasfenster in der Fassade, d. h. hinter der Empore, konnten beim letzten Umbau nicht gerettet werden. Das Gleiche galt für Bleiglasfenster im Vorraum. Die acht Bleiglasfenster an den Längsseiten des Kirchenschiffs blieben erhalten. Sie wurden saniert und zwischen neuen Isolierglas-Scheiben eingesetzt.

### Beleuchtung
Im Jahr 1922 wurden schmiedeeiserne Kronleuchter mit Ketten unter dem Tonnengewölbe aufgehängt: ein kleinerer über dem Altarbereich, ein größerer in der Mitte des Saals. Sie blieben bei der 1958 errichteten provisorischen Decke erhalten. Nach der Wiederherstellung des Tonnengewölbes 1960 wurden sie nicht wieder aufgehängt. Stattdessen wurden Leuchten an den seitlichen Säulen angebracht. In den 1980er Jahren wurden Schienensysteme für Scheinwerfer unterhalb des Tonnengewölbes angebracht. Sie ermöglichen größte Flexibilität in der Lichtgestaltung. Um 2010 wurden die Wandleuchten für eine bessere Ausleuchtung des Raumes umgebaut, wobei das Aussehen der Leuchten erhalten geblieben ist.

### Glocke und Kreuz
In dem abgebauten Dachreiter hing eine kleine Bronzeglocke, die 1905 für die Heilige-Geist-Kirche in Moabit gegossen worden war. Nach dem Abbau des Türmchens erhielt sie einen Platz in einem neben der Kirche ebenerdig aufgestellten hölzernen Glockenstuhl, der aus der Genezarethkirche stammte, wurde später jedoch durch einen einfachen Glockenträger aus Beton ersetzt. Die Glocke wiegt 520 kg, hat einen Durchmesser von 102 cm, eine Höhe von 80 cm und klingt im Schlagton g'. Ihre Inschrift in zwei Reihen in der Schulter lautet: „DENN WELCHE DER GEIST GOTTES TREIBT, DIE SIND GOTTES KINDER.“ Römer 8,14 
Der Dachfirst des Kirchengebäudes wird von einem hohen Metallkreuz bekrönt, das anstelle des früheren Dachreiters aufgestellt wurde.

### Orgel
Die in die Ölbergkirche von Alexander Schuke umgesetzte historische Orgel verfügte über folgende Disposition:
| I Manual C– |    |
| Principal   | 8′ |
| Gedackt     | 8′ |
| Octave      | 4′ |

| II Manual C–  |    |
| Rohrflöte     | 8′ |
| Salicional    | 8′ |
| Fortunalflöte | 4′ |

| Pedal C– |     |
| Subbass  | 16′ |

- Koppeln: II/I, I/P, II/P

Im Zweiten Weltkrieg wurde sie stark beschädigt. Ein Gutachten vom Oktober 1945 hatte folgende Einschätzung ergeben: die Traktur war wenig beschädigt, zahlreiche Zinnpfeifen und die obere Hälfte des Orgelprospekts fehlten – eine Wiederherstellung hielten die Fachleute für möglich. Nachdem sie durch eine Brandstiftung weiteren Schaden nahm, wurde sie abgebaut.

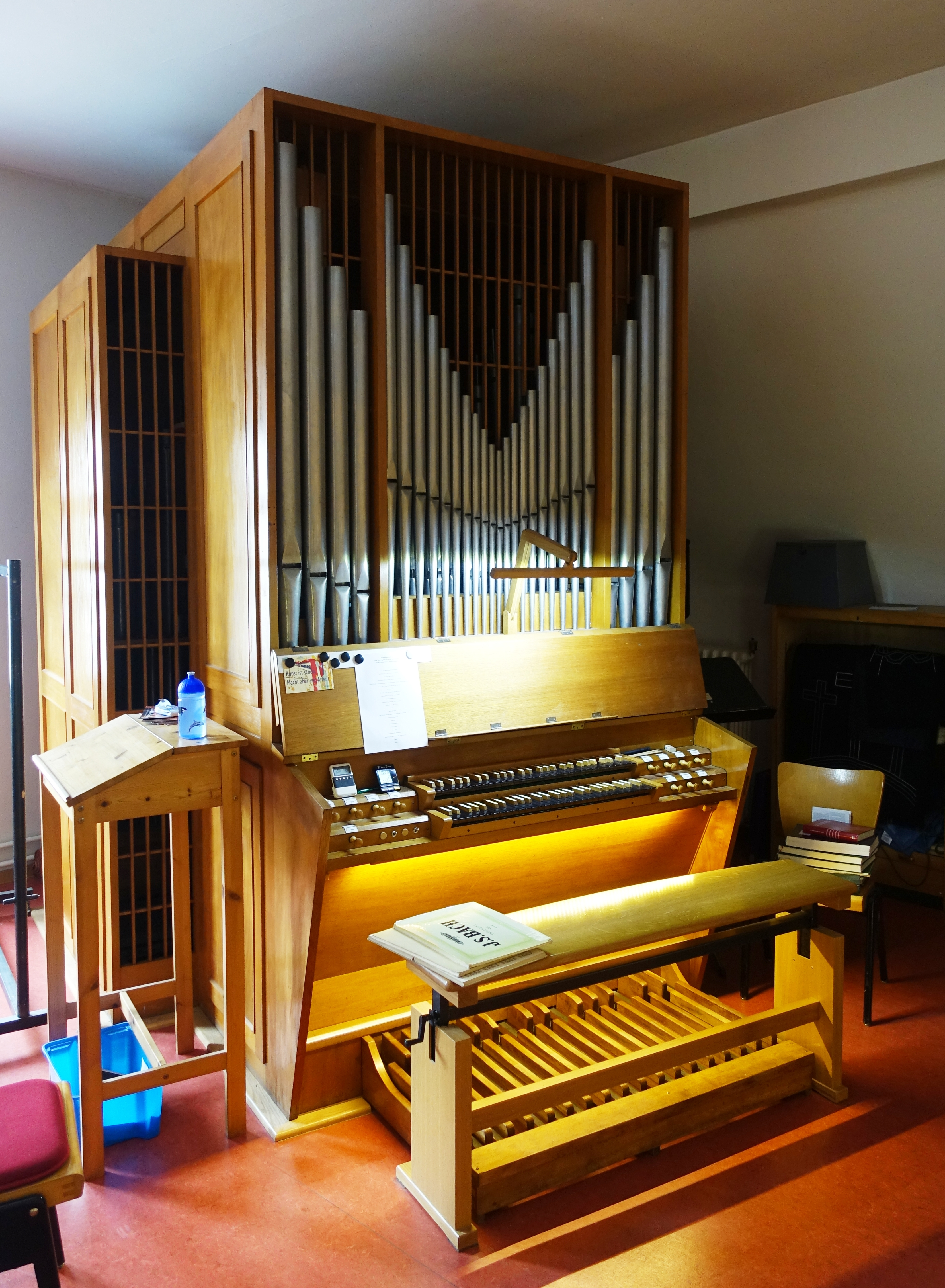
Schuke-Orgel aus dem Jahr 1958

Die neue Orgel aus der Berliner Orgelbauwerkstatt Karl Schuke hat zwei Manuale und zwölf Register. Sie kostete 23.000 Mark (kaufkraftbereinigt in heutiger Währung: rund 65.000 Euro) und wurde am 14. September 1958 eingeweiht. Ihr Platz ist auf der Empore an der Westseite. Die Orgel kommt seitdem wieder bei Kirchenfeiern und Kirchenkonzerten zum Einsatz. Sie verfügt nach einem Umbau von Dieter Noeske über folgende Disposition:
| I Manual C–g3  |    |
| Gedackt        | 8′ |
| Principal      | 4′ |
| Gemshorn       | 2′ |
| Scharff III–IV |    |

| II Manual C–g3  |    |
| Rohrflöte       | 8′ |
| Blockflöte      | 4′ |
| Principal       | 2′ |
| Sesquialtera II |    |
| Cymbel II       |    |

| Pedal C–f1 |     |
| Pommer     | 16′ |
| Gemshorn   | 08′ |
| Choralbass | 04′ |

## Pfarrer
Erste Pfarrstelle (chronologisch)
| - 1. Nov. 1911–1912: Pf. Lange - 1912–1916: Pf. Hans Günther - 1916–1925: Superintendent (SI.) Franz Kliche; hatte sich um den Bau der ersten Kirche besonders verdient gemacht - 1925–1929: Pf. Edwin Kaumann - 1929–1933: SI. Franz Kliche - 1933–1942: Pf. Johannes Hoffmann - 1942–14. Nov. 1946: Geschäftsführender Pf. Johannes Hollmann | - 1946–1956: Pf. Walter Gaehrich - 1956–1958: (kommissarisch) nacheinander 3 Pastoren u. 1 SI. - 1959–1961: Pf. Klaus Frede - 1961–1967: Pf. Bluhm; komm. verlängert bis 1969 - 1970–?:000 Pf. Ulrich Schirrmacher - 1984:00000 Pf. Jörg Machel |

Quelle: Chronik
Außer den oben genannten Personen gab es „Zweite Pfarrer“, seit 1928 auch einige Diakone, Küster, Diakonissen und Kirchendiener in und für die Gemeinde.

## Organisten
Für das Spielen der Orgel und die Leitung der Chöre waren an der Gemeinde tätig:
| - 1907–1913: Paul Laude - 1913–1915: Walter Jessen - 1915–1916: Hermann Kamrath - 1916:00000 Paul Laude - 1917–1922: unbesetzt - 1922–1953: Otto Fischer (komponierte u. a. 1942 die Ölbergkantate) | - 1954–1959: Gerhard Lisakowski - 1959–1961: Herr Sibnitz (?), Frau Weidinger (?) - 1961–?:000 Paul Sober - ?–1985:000 Christoph Henzelmann - 1985:00000 Ingo Schulz |

Quelle: Chronik

## Kindergarten, Bedürftigenhilfe, Gemeindearbeit
Die hier genannten Einrichtungen der Emmaus-Ölberg-Gemeinde befinden sich in der Lausitzer Straße 29/30 und den Gemeinderäumen in der Emmaus-Kirche. Die Küsterei befindet sich in der Emmaus-Kirche am Lausitzer Platz 8a. Zwei Erwachsenenchöre, Kinderchor, Flötengruppe und ein Posaunenchor gehören ebenso zur Gemeinde.